# Космические пираты (Доктор Кто)
Космические пираты (англ. The Space Pirates) — шестая серия шестого сезона британского научно-фантастического телесериала «Доктор Кто», состоящая из шести эпизодов, которые были показаны в период с 8 марта по 12 апреля 1969 года. Второй эпизод сохранился в архивах Би-би-си, а остальные пять были утрачены и доступны лишь в виде реконструкции.

## Сюжет
Космические маяки на маршрутах взорваны и разграблены ради ценного минерала аргонита бандой космических пиратов под предводительством Кэйвена и его помощника Дервиша. Крейсер Земного Космического Корпуса V-41 под командованием генерала Эрмака и майора Уорна замечает уничтожение маяка и направляется на задержание пиратов. Несмотря на это взрывается ещё один маяк, и его фрагменты крадутся с помощью прикреплённых ракетных двигателей. Эрмак высаживает солдат на все ближайшие маяки для предотвращения дальнейших нападений.
ТАРДИС прибывает на Маяк Альфа 4 как раз перед тем, как до него добираются пираты. Кэйвен и его люди убивают охрану маяка, и пираты запирают путешественников в одной из секций маяка прежде, чем взорвать его. Маяк распадается на несколько секций, в одной из которых находятся герои, а в другой ТАРДИС, и до неё никак не добраться. К счастью, прежде чем закончится кислород, героев спасает эксцентричный Мило Клэнси на своем старом корабле Лиз-79.
Ближайшая обитаемая планета — Та, находящаяся под властью Добывающей Корпорации Иссигри под руководством Мадлен Иссигри. Эту фирму основал её отец, Дом Иссигри, и Клэнси, и второго подозревают в убийстве первого, но никаких доказательств этому нет. Эрмак прилетает на Та, веря, что Клэнси, которого он считает лидером пиратов, направляется именно сюда, и оказывается прав, однако улетает прежде, чем прибывают Клэнси и Доктор с Джейми и Зои. Последняя рассчитывает траекторию сегментов маяка и выясняет, что они также прибудут на Та, и Доктор с друзьями вскоре находят штаб пиратов. Они уходят от поимки и ещё раз встречают Клэнси.
Тем временем Кэйвен заставляет Дервиша перенаправить часть обломков на Лобос, где у Клэнси есть база, тем самым усилив подозрения насчёт последнего. Очевидно, что кто-то рассказал ему о подозрениях Корпуса насчёт Мило. Эрмак и его команда распознают уловку, но это отнимает у них время, и они обследуют Лобос, в то время как всё действие происходит на Та.
Доктор и его команда добираются до офиса Мадлен Иссигри, и становится очевидно, что она заодно с Кэйвеном, и путешественников берут в плен. В тюрьме содержится и живой, но напуганный и истощённый Дом Иссигри. Тем временем Мадлен собирается разорвать альянс с Кэйвеном, посылая Эрмаку радиограмму с просьбой высадить десант на Та. Кэйвен заявляет о своей власти, рассказывая Мадлен о том, что её отец жив, и угрожая убить его, если Мадлен не будет ему верна. Та звонит Эрмаку снова и просит не прилетать на Та.
Доктор и его друзья тем временем сбегают вместе с ослабевшим Домом Иссигри и направляются на Лиз-79. Кэйвен догадывается об этом и заставляет Дервиша перекрыть кислород кораблю. Только Мило и Дом садятся в корабль, их жизнь в опасности, и чёрствость Кэйвена в этой ситуации убеждает Мадлен не поддерживать его более. Доктор, Джейми и Зои спасают друзей, и Дом связывается с Эрмаком, объясняя ему ситуацию.
Кэйвен идёт на отчаянный шаг, угрожая уничтожить Та, базу Иссигри и корабль на орбите расположенными на них бомбами. Доктор отключает детонатор в последний момент, а майор Уорн взрывает корабль Кэйвена и Дервиша. Корабль Эрмака приземляется, и Мадлен хочет воссоединиться со своим отцом, но знает, что за участие в заговоре будет заключена в тюрьму, а Доктор и его компаньоны готовятся к поиску ТАРДИС на фрагментах маяка.

## Трансляции и отзывы
| Эпизод            | Дата показа    | Продолжительность | Телезрители (в миллионах) | Archive                            |
| ----------------- | -------------- | ----------------- | ------------------------- | ---------------------------------- |
| «Эпизод 1»        | 8 марта 1969   | 24:11             | 5,8                       | Only stills and/or fragments exist |
| «Эпизод 2»        | 15 марта 1969  | 25:02             | 6,8                       | 35mm t/r                           |
| «Эпизод 3»        | 22 марта 1969  | 23:50             | 6,4                       | Only stills and/or fragments exist |
| «Эпизод 4»        | 29 марта 1969  | 22:25             | 5,8                       | Only stills and/or fragments exist |
| «Эпизод 5»        | 5 апреля 1969  | 24:44             | 5,5                       | Only stills and/or fragments exist |
| «Эпизод 6»        | 12 апреля 1969 | 24:26             | 5,3                       | Only stills and/or fragments exist |
| [ 1 ] [ 2 ] [ 3 ] |                |                   |                           |                                    |